# Halowe Mistrzostwa Europy w Lekkoatletyce 2023 – bieg na 400 m kobiet
Bieg na 400 metrów kobiet – jedna z konkurencji biegowych rozgrywanych podczas halowych lekkoatletycznych mistrzostw Europy w hali Ataköy Arena w Stambule.
Tytuł mistrzowski z 2021 obroniła Femke Bol.

## Terminarz
| Data    | Godzina |            |
| ------- | ------- | ---------- |
| 3 marca | 10:40   | Eliminacje |
| 3 marca | 19:55   | Półfinały  |
| 4 marca | 20:30   | Finał      |

## Rekordy
Tabela prezentuje halowy rekord świata, rekord Europy w hali, rekord halowych mistrzostw Europy, a także najlepsze osiągnięcia w hali na świecie i w Europie w sezonie 2023 przed rozpoczęciem mistrzostw.
|                                               | Zawodniczka           | Wynik | Miejsce   | Data                |
| --------------------------------------------- | --------------------- | ----- | --------- | ------------------- |
| Rekord świata                                 | Femke Bol             | 49,26 | Apeldoorn | 19 lutego 2023(dts) |
| Rekord Europy                                 | Femke Bol             | 49,26 | Apeldoorn | 19 lutego 2023(dts) |
| Rekord mistrzostw Europy                      | Jarmila Kratochvílová | 49,59 | Mediolan  | 7 marca 1982(dts)   |
| Najlepszy wynik na świecie w 2023 roku (hala) | Femke Bol             | 49,26 | Apeldoorn | 19 lutego 2023(dts) |
| Najlepszy wynik w Europie w 2023 roku (hala)  | Femke Bol             | 49,26 | Apeldoorn | 19 lutego 2023(dts) |

## Wyniki

### Eliminacje
Awans: 2 najlepsze z każdego biegu (Q) oraz 2 z najlepszymi czasami wśród przegranych (q).
| Poz. | Bieg | Zawodniczka        | Reprezentacja      | Czas    | Uwagi |
| ---- | ---- | ------------------ | ------------------ | ------- | ----- |
| 1.   | 5    | Anna Kiełbasińska  | Polska             | 51,77   | Q     |
| 2.   | 5    | Tereza Petržilková | Czechy             | 52,14   | Q,    |
| 3.   | 5    | Helena Ponette     | Belgia             | 52,31   | q,    |
| 4.   | 4    | Susanne Gogl-Walli | Austria            | 52,34   | Q     |
| 5.   | 2    | Femke Bol          | Holandia           | 52,35   | Q     |
| 6.   | 4    | Sharlene Mawdsley  | Irlandia           | 52,59   | Q     |
| 7.   | 3    | Lieke Klaver       | Holandia           | 52,72   | Q     |
| 8.   | 1    | Lada Vondrová      | Czechy             | 52,77   | Q     |
| 9.   | 4    | Gunta Vaičule      | Łotwa              | 52,85   | q,    |
| 10.  | 2    | Viivi Lehikoinen   | Finlandia          | 52,88   | Q     |
| 11.  | 3    | Alice Mangione     | Włochy             | 52,99   | Q     |
| 12.  | 3    | Camille Laus       | Belgia             | 53,10   |       |
| 13.  | 1    | Henriette Jæger    | Norwegia           | 53,27   | Q     |
| 14.  | 4    | Raphaela Lukudo    | Włochy             | 53,30   |       |
| 15.  | 2    | Anna Polinari      | Włochy             | 53,38   |       |
| 16.  | 1    | Sophie Becker      | Irlandia           | 53,43   |       |
| 17.  | 1    | Julia Niederberger | Szwajcaria         | 53,52   |       |
| 18.  | 5    | Lisanne de Witte   | Holandia           | 53,61   |       |
| 19.  | 3    | Irini Wasiliu      | Grecja             | 53,71   |       |
| 20.  | 2    | Yasmin Giger       | Szwajcaria         | 53,89   |       |
| 21.  | 2    | Veronika Drljačić  | Chorwacja          | 54,04   |       |
| 22.  | 5    | Cliodhna Manning   | Irlandia           | 54,21   | PB    |
| 23.  | 4    | Andriana Fera      | Grecja             | 55,29   | SB    |
| 24.  | 3    | Milja Thureson     | Finlandia          | 55,82   |       |
| 25.  | 1    | Drita Islami       | Macedonia Północna | 55,86   |       |
| 26.  | 1    | Duna Viñals        | Andora             | 57,71   | NR    |
| 27.  | 4    | Norcady Reyes      | Gibraltar          | 1:01,71 |       |

### Półfinały
Awans: 3 najlepsze z każdego biegu (Q).
| Poz. | Bieg | Zawodniczka        | Reprezentacja | Czas  | Uwagi    |
| ---- | ---- | ------------------ | ------------- | ----- | -------- |
| 1.   | 1    | Lieke Klaver       | Holandia      | 51,43 | Q        |
| 2.   | 1    | Anna Kiełbasińska  | Polska        | 51,67 | Q        |
| 3.   | 1    | Lada Vondrová      | Czechy        | 52,12 | Q        |
| 4.   | 2    | Femke Bol          | Holandia      | 52,19 | Q        |
| 5.   | 2    | Susanne Gogl-Walli | Austria       | 52,40 | Q        |
| 6.   | 2    | Tereza Petržilková | Czechy        | 52,93 | Q        |
| 7.   | 2    | Helena Ponette     | Belgia        | 53,07 | PB       |
| 8.   | 2    | Henriette Jæger    | Norwegia      | 53,08 |          |
| 9.   | 2    | Sharlene Mawdsley  | Irlandia      | 53,37 |          |
| 10.  | 1    | Gunta Vaičule      | Łotwa         | 53,57 |          |
| 11.  | 1    | Alice Mangione     | Włochy        | 53,66 |          |
| 12.  | 1    | Viivi Lehikoinen   | Finlandia     | DSQ   | TR17.2.2 |

### Finał
| Poz. | Tor | Zawodniczka        | Reprezentacja | Czas         | Uwagi |
| ---- | --- | ------------------ | ------------- | ------------ | ----- |
| 01 ! | 5   | Femke Bol          | Holandia      | 49,85        |       |
| 02 ! | 6   | Lieke Klaver       | Holandia      | 50,57        |       |
| 03 ! | 3   | Anna Kiełbasińska  | Polska        | 51,25        | SB    |
| 4.   | 4   | Susanne Gogl-Walli | Austria       | 51,73 (,727) | NR    |
| 5.   | 2   | Lada Vondrová      | Czechy        | 51,73 (,730) |       |
| 6.   | 1   | Tereza Petržilková | Czechy        | 52,81        |       |